# سیارک ۲۱۴۸۸
سیارک ۲۱۴۸۸ (به انگلیسی: 21488 Danyellelee، نامگذاری:1998HT150) بیست و یک هزار و چهارصد و هشتاد و هشتمین سیارک کشف شده‌است که در ۲۱ آوریل ۱۹۹۸ کشف شد.
قدر مطلق سیارک برابر ۸.۵ است.